# August Desiderius Graf Basselet de la Rosée
August Desiderius Graf Basselet de la Rosée (* 25. April 1898 in München, Königreich Bayern; † 24. März 1970 ebenda, Freistaat Bayern) war Monarchist und Präsident des Bayerischen Heimat- und Königsbundes nach dem Zweiten Weltkrieg.

## Leben
August Desiderius Basselet von La Rosée war Sohn des Kaufmanns Joseph Desiderius Maria Reichsgraf Basselet de la Rosée (1874–1918) und der Barbara Freiberger (⚭ 1906). Graf Basselet de la Rosée entstammte einem spanischen Adelsgeschlecht, das über die Niederlande um 1750 nach Bayern kam. Er studierte in München und war seit 1919/1920 Mitglied der Verbindung Babenbergia (seit 1933 Münchener Burschenschaft Babenbergia). Er heiratete im Jahre 1923 Margarete Marx, mit der er einen Sohn hatte. Wie sein Vater war er Kaufmann.
Als die bayerischen Monarchisten Ende 1949 begannen, sich wieder zu sammeln, wurde Rudolf Kanzler zum provisorisch bestellten Präsidenten gewählt, Graf Basselet zu seinem Stellvertreter. Da Kanzler von der ehemaligen bayerischen Herrscherfamilie der Wittelsbacher abgelehnt wurde, wurde Graf La Rosée am 26. Februar 1950 als Vorsitzender des konkurrierenden Bayerischen Heimat- und Königsbundes In Treue fest gewählt. Graf La Rosée war bis 1956 Vorsitzender des ab 1952 vereinigten Bayerischen Heimat- und Königsbundes.